# Personalamt der Bundeswehr

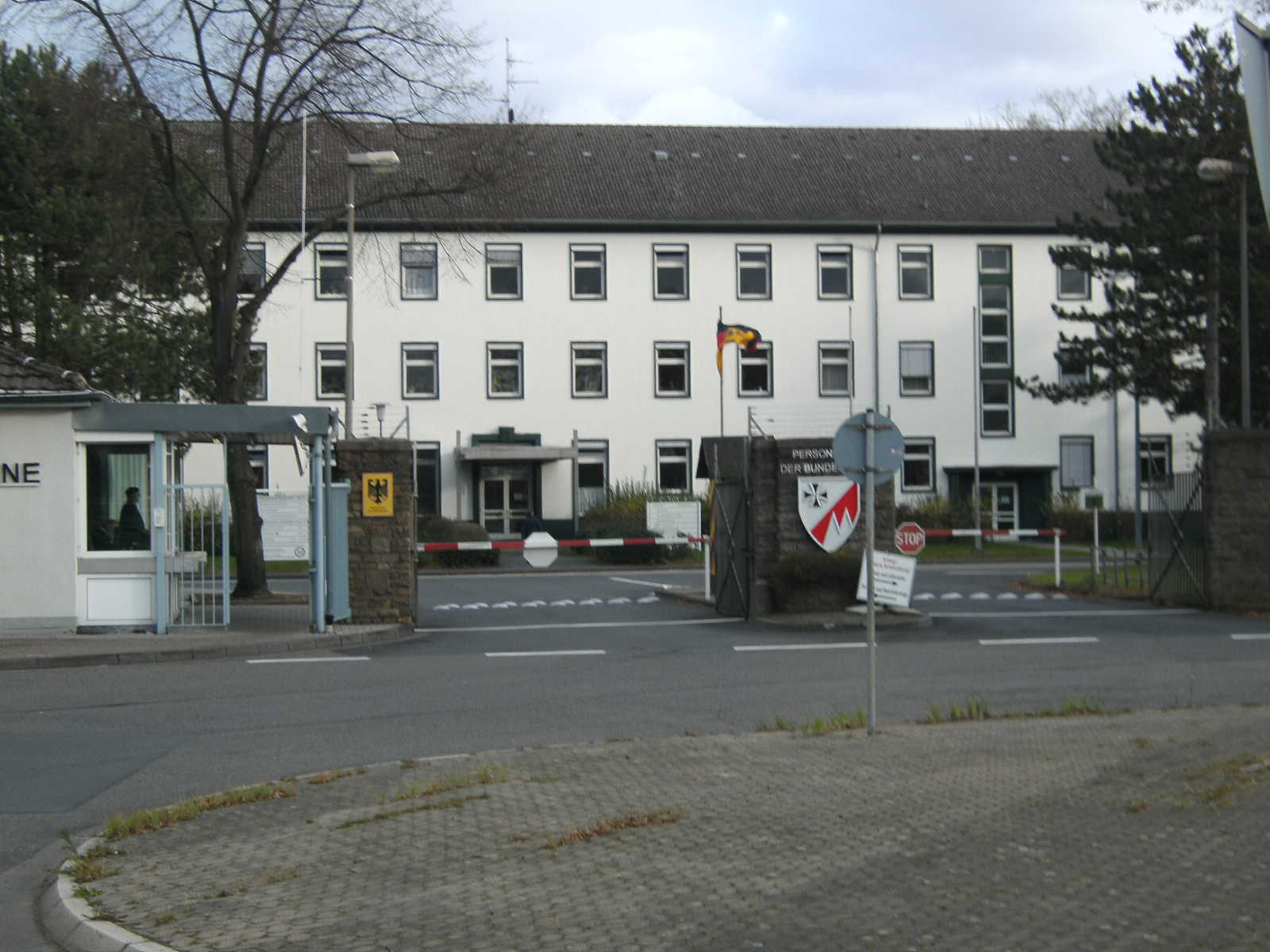
Eingangsbereich der Mudra-Kaserne. Standort des PersABw

Das Personalamt der Bundeswehr (PersABw) war die zentrale personalbearbeitende Dienststelle für Offizieranwärter (OA) und Offiziere in den Laufbahnen der Truppendienstes, des Sanitätsdienstes, des Militärmusikdienstes und des Geoinformationsdienstes der Bundeswehr bis einschließlich der Besoldungsgruppe A 15 (Oberstleutnant oder vergleichbar) sowie für Offiziere des Militärfachlichen Dienst (OffzMilFD) aller Organisationsbereiche. Ferner war es mit der Personalgewinnung für die Streitkräfte befasst.
Das PersABw war für circa 43.000 aktive Offizieranwärter und Offiziere (entspricht rund 94 Prozent; die verbleibenden Offiziere ab Besoldungsgruppe A 16 (Oberst oder vergleichbar) waren dem Bundesministerium der Verteidigung zugeordnet) und für etwa 30.000 Reserveoffiziere und Reserveoffizieranwärter in der Bundeswehr zuständig. Die zentrale Personalführung für Unteroffiziere mit Portepee (Feldwebeldienstgrade bzw. Bootsleute) lag bei der Stammdienststelle der Bundeswehr, für Unteroffiziere ohne Portepee und Mannschaften bei den Truppenteilen.
Vorgänger des Personalamtes der Bundeswehr war das Personalstammamt der Bundeswehr (PSABw), das am 1. März 1963 aufgestellt worden war zum mit Ablauf des 30. Juni 1997 im Personalamt der Bundeswehr, zusammen mit Teilen der Personalabteilung des Bundesministeriums der Verteidigung, aufging.
Im Rahmen der Neuausrichtung der Bundeswehr übernahm das Personalamt zum 1. April 2012 auch die Personalführung der Oberste der Besoldungsgruppe A 16 und ist zum 1. Mai 2013 im Bundesamt für das Personalmanagement der Bundeswehr (als Abteilung III) aufgegangen.
Das Personalamt der Bundeswehr, mit ca. 700 Soldaten und zivilen Mitarbeitern, hatte seinen Sitz in der Mudra-Kaserne (seit 2022: Gereon-Kaserne) in Köln-Westhoven.

## Amtschefs
| Name                                 | Beginn der Berufung | Ende der Berufung |
| ------------------------------------ | ------------------- | ----------------- |
| Generalmajor Manfred Schlenker       | 16. Dezember 2006   | 30. April 2013    |
| Generalmajor Wolfgang Born           | Juli 2005           | 16. Dezember 2006 |
| Generalmajor André-Dieter Gubernatis | September 2001      | Juni 2005         |
| Generalmajor Michael von Scotti      | Mitte 1998          | September 2001    |
| Generalmajor Walter Rasimowitz       | 1. Juli 1997        | Mitte 1998        |

## Amtschefs Personalstammamt der Bundeswehr
Das Personalstammamt der Bundeswehr hatte folgende Amtschefs:
| Name                                  | Beginn der Berufung | Ende der Berufung |
| ------------------------------------- | ------------------- | ----------------- |
| Oberst Reinhard Reißmüller            | 1963                | 1966              |
| Brigadegeneral Hans-Heinz Fischer     | 1966                | 1969              |
| Brigadegeneral Arno Olze              | 1969                | 1973              |
| Brigadegeneral Hermann Unger          | 1973                | 1980              |
| Flottillenadmiral Gustav Bartholomäus | 1980                | 1984              |
| Brigadegeneral Hans-Joachim Müller    | 1984                | 1991              |
| Brigadegeneral Walter Rasimowitz      | 1991                | 30. Juni 1997     |